# Paris Brunner
Paris Josua Brunner (15 februari 2006) is een Duits voetballer die bij voorkeur als aanvaller speelt. Hij werd door AS Monaco tot juni 2025 verhuurd aan Cercle Brugge.

## Clubcarrière
Brunner speelde in de jeugd bij Borussia Dortmund en debuteerde in maart 2024 voor het tweede elftal in de 3. Liga. Op 16 augustus 2024 tekende hij een vierjarig contract bij AS Monaco, dat vier miljoen betaalde voor de aanvaller. Hij wordt meteen voor één seizoen uitgeleend aan satellietploeg Cercle Brugge.